# Boea dennisii
Boea dennisii är en tvåhjärtbladig växtart som beskrevs av Brian Laurence Burtt. Boea dennisii ingår i släktet Boea och familjen Gesneriaceae. Inga underarter finns listade i Catalogue of Life.